# Morje, Rače-Fram
Morje este o localitate din comuna Rače - Fram, Slovenia, cu o populație de 744 de locuitori.